# Bernard Friot

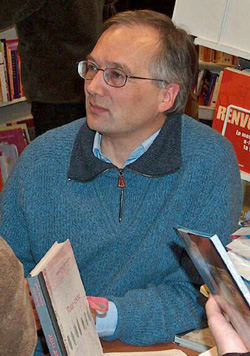
Bernard Friot, 2004

Bernard Friot (* 1951 in Saint-Piat, Département Eure-et-Loir) ist ein französischer Autor und Übersetzer von Kinder- und Jugendliteratur.
Bernard Friot arbeitete als Lehrer in Lille, bevor er das Bureau du Livre de Jeunesse in Frankfurt am Main leitete, einen Teil des dortigen Institut Français. Danach ließ er sich in Besançon nieder.
Seit 1988 veröffentlicht er regelmäßig Geschichten, Erzählungen, Romane und Gedichte für Kinder und Jugendliche. Besonders bekannt sind seine Histoires pressées und Histoires minute, die mehrere Fortsetzungen erfahren haben. In seinen Werken lotet Friot poetisch und einfühlsam alle Gemüts- und Seelenzustände insbesondere junger Menschen aus. Er bezeichnet sich selbst als écrivain public und sucht oft den Kontakt zu seiner Leserschaft, in der er eine große Inspirationsquelle sieht.
Nur wenige seiner Werke sind auf Deutsch erschienen. Sein Jugendroman Un autre que moi war jedoch 2004/05 auf der Auswahlliste des Prix des lycéens allemands. Neben seiner Tätigkeit als Autor hat Friot zahlreiche Werke von Quint Buchholz, Wolf Erlbruch, Peter Härtling, Christine Nöstlinger, Mirjam Pressler, Andreas Steinhöfel, Uwe Timm und Rafik Schami ins Französische übertragen.

## Werke (Auswahl)
- 1988: Histoires pressées
- 1991: Nouvelles histoires pressées
- 1997: Encore des histoires pressées
- 2002: Pressé, pressée
- 2004: Histoires minute
- 2005: Presque poèmes – écriture poétique
- 2005: Nouvelles histoires minute
- 2006: Pressé? Pas si pressé!
- 2007: Marque
- 2007: Encore des histoires minute
- 2008: La bouche pleine – poèmes pressés
- 2009: Mon cœur a des dents
- 2009: Désaccords
- 2011: La vie sexuelle des libellules
- 2011: Tous pressés
- 2012: SOS Maîtresse en détresse
- 2013: Peintures pressées : Un musée imaginaire
- 2014: Moi, Ben 1 & 2
- 2014: J’déteste le français
- 2015: La bouche pleine. Encore des poèmes pressés
- 2015: C'est encore loin, la vie?